# Virson
 Virson  es una comuna y población de Francia, en la región de Poitou-Charentes, departamento de Charente Marítimo, en el distrito de Rochefort y cantón de Aigrefeuille-d'Aunis.
Su población en el censo de 1999 era de 435 habitantes.
Está integrada en la Communauté de communes de la Plaine d'Aunis.

## Demografía
| 274 | 292 | 285 | 363 | 387 | 435 |
| Para los censos de 1962 a 1999 la población legal corresponde a la población sin duplicidades (Fuente: INSEE [Consultar]) |     |     |     |     |     |